# Union Wallonne des Entreprises
De Union Wallonne des Entreprises, afgekort UWE, was een Belgische werkgeversorganisatie die actief was in Wallonië. De organisatie ging in september 2024 op in AKT for Wallonia.

## Geschiedenis
Toen in België in de jaren 1960 het federalisme gaandeweg zijn intrede deed, besloten enkele Waalse bedrijfsleiders een nieuwe organisatie op te richten, gericht op de komende transformatie van de Belgische staat. In 1967 werd een honderdtal bedrijfsleiders uitgenodigd. Het resultaat was de oprichting van de Union wallonne des entreprises - en niet 'Union des entreprises wallonnes' - aangezien men ook buitenlandse bedrijven en niet-industriële ondernemingen wilde aantrekken. Op dat moment bestond het Verbond van Belgische Ondernemingen (VBO) nog niet, enkel het Verbond der Belgische Nijverheid (VBN) en het Verbond van Belgische niet-industriële ondernemingen. De eerste bijeenkomst van de Union Wallonne des Entreprises vond plaats op 2 april 1969 in Charleroi.
De UWE en de vijf Waalse Kamers van Koophandel (Frans: Chambres de Commerce et d'industrie - CCI) besloten op 23 april 2024 hun lot te bundelen om een dynamische gemeenschap te vormen voor alle Waalse bedrijven. In september dat jaar werden ze AKT for Wallonia. De fusie werd afgesloten door de UWE, CCI Brabant wallon, CCI Hainaut, CCI Liège-Verviers-Namur, CCI Luxembourg belge en CCI Wallonie picarde.

## Bestuur
| Tijdspanne | Voorzitter             |
| ---------- | ---------------------- |
| 1968-1970  | Léon Jacques           |
| 1970-1971  | Charles Isaac          |
| 1971-1973  | Roger Van der Schueren |
| 1973-1975  | André Lavenne          |
| 1975-1979  | Jacques Delruelle      |
| 1979-1983  | Roger Van der Schueren |
| 1983-1987  | Michel Vandestrick     |
| 1987-1990  | Michel Coenraets       |
| 1990-1993  | Philippe Delaunois     |
| 1993-1996  | Dominique Collinet     |
| 1996-1997  | Michel Hahn            |
| 1997-2000  | Jean Stéphenne         |
| 2000-2003  | Jean-Jacques Verdickt  |
| 2003-2006  | Henri Mestdagh         |
| 2006-2009  | Eric Domb              |
| 2009-2012  | Jean-Pierre Delwart    |
| 2012-2015  | Jean-François Heris    |
| 2015-2018  | Yves Prete             |
| 2018-2021  | Jacques Crahay         |
| 2021-      | Pierre Mottet          |

| Tijdspanne  | Gedelegeerd bestuurder |
| ----------- | ---------------------- |
| 2017 - 2023 | Olivier de Wasseige    |
| 2023 - 2024 | Cécile Neven           |